# Conchita Wurst
Conchita Wurst är en österrikisk artist som blev känd vid vinsten av Eurovision Song Contest 2014 i Köpenhamn med låten Rise Like a Phoenix. Bakom alter egot Conchita Wurst står Thomas Neuwirth, född 6 november 1988 i Gmunden, Oberösterreich. Neuwirth använder maskulina pronomen vid referens till sig själv och feminina pronomen vid beskrivningen av artisten Wurst. Efter Wursts kröning i Eurovision Song Contest blev hon titulerad som "Drottning av Österrike" i internationell media.

## Starmania & Jetzt anders!

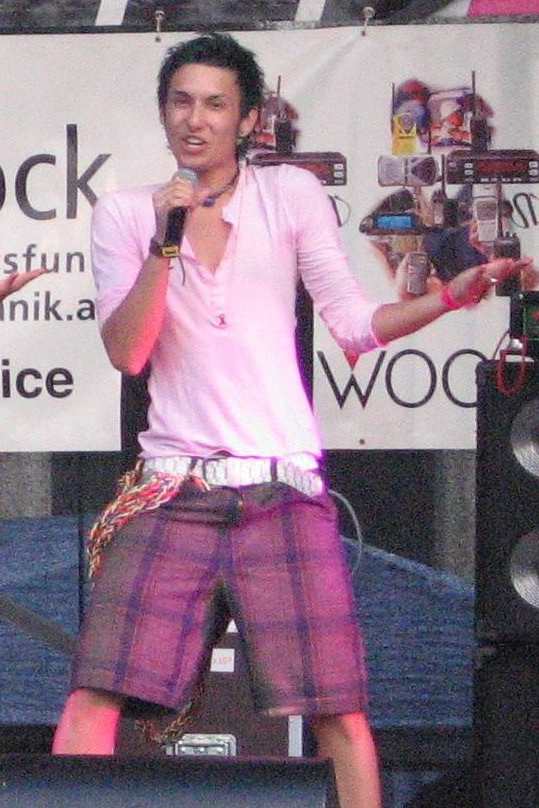
Thomas Neuwirth (med bandet Jetzt anders! 2007)

Thomas Neuwirth deltog 2006 i den österrikiska talangshowen Starmania och kom på andra plats efter Nadine Beiler. Efter Starmania avslutats bildade han i februari 2007 pojkbandet Jetzt anders! (Nu annorlunda!) tillsammans med Falco De Jong Luneau, Johannes „Johnny“ K. Palmer och Martin Zerza. Efter singlarna Dieser Moment och Immer und ewig samt albumet Gut so upplöstes gruppen den 14 november 2007. 

## Conchita Wurst
Debuten skedde i ORF:s show Die große Chance 2011.
Hon kom på andra plats i Österrikes uttagning till Eurovision Song Contest 2012 med bidraget That's what I am. 
Thomas Neuwirth skapade enligt egen utsago "Conchita Wurst - den skäggiga damen", vars utmärkande drag är ett kortklippt helskägg, som ett ställningstagande mot den diskriminering han själv upplevt. Till detta skrev han en kortfattad biografi, där han bland annat är "född" i Colombias berg men uppvuxen i Tyskland. En kubansk väninna gav den nya rollfiguren namnet Conchita, medan Wurst är härlett från uttrycket "das ist Wurst" (bokstavligen "det är korv", med betydelsen "det spelar ingen roll") syftande på härkomst och utseende. Neuwirth förklarade även i en intervju att Conchita är spansk slang för vagina och Wurst är tysk slang för penis. I rollen som Conchita Wurst använder sångaren feminina pronomina för sig själv.
| ”                                 | Conchita wurde ich von einer kubanischen Freundin getauft und den Nachnamen, weil es eben "wurst" ist, woher man kommt und wie man aussieht. | „ |
| – Chatt publicerad i Der Standard | |   |

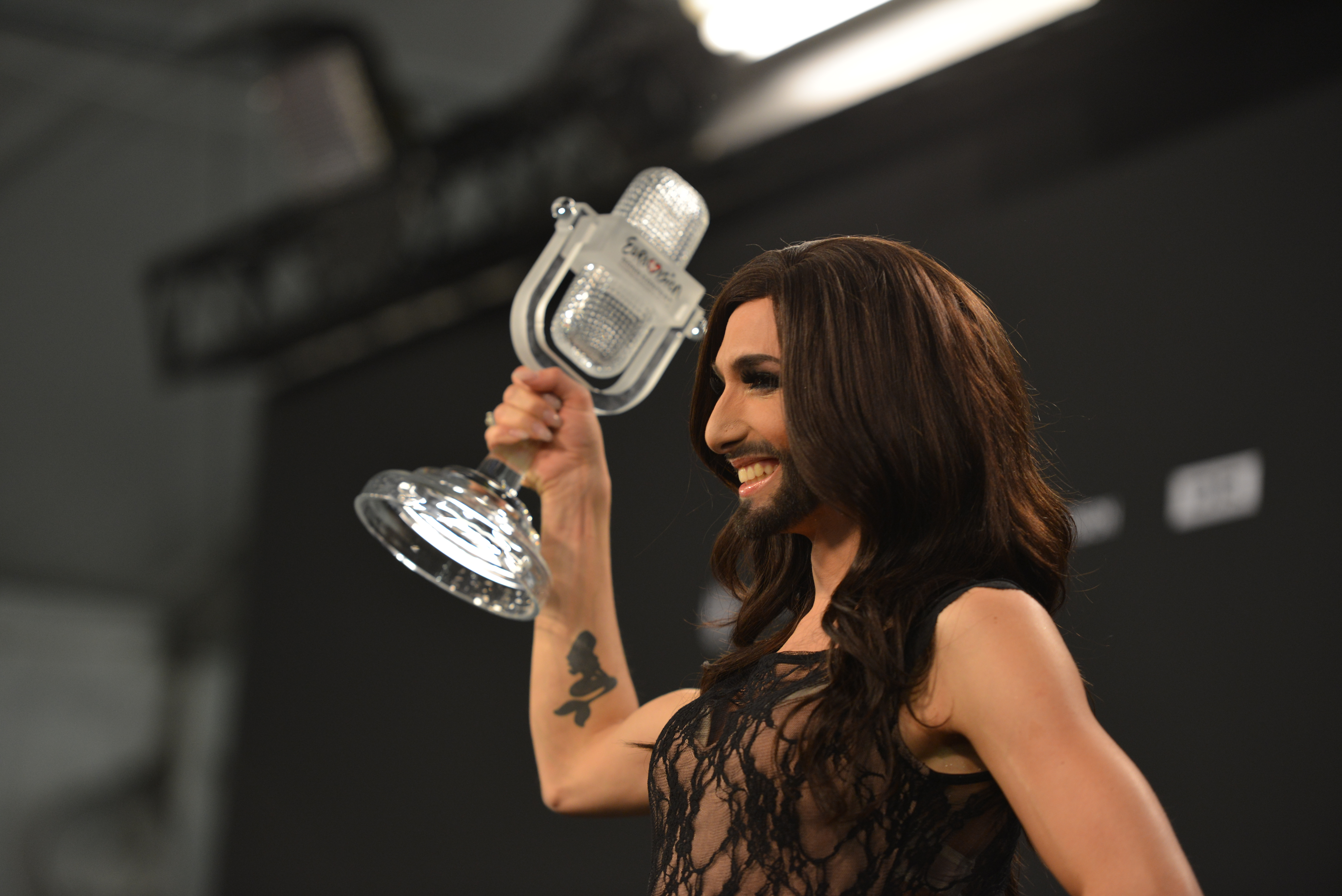
Wurst med trofén från Eurovision Song Contest 2014.

Den 10 september 2013 meddelades att Conchita Wurst, utsedd av kanalen ORF, skulle representera Österrike i Eurovision Song Contest 2014. Där framträdde hon i den andra semifinalen med låten "Rise Like a Phoenix" som gick vidare till final och med en övertygande ledning gav Österrike både sin andra seger och sitt högsta poängresultat någonsin, med 290 poäng.
Finalen till den svenska Melodifestivalen 2015 i Friends Arena inleddes av Wurst som speciell gästartist, först i en specialversion av "The Final Countdown" tillsammans med programledarna Sanna Nielsen och Robin Paulsson, sedan ensam med "Rise Like a Phoenix". Under repetitionerna ersattes hon dock av Christer Björkman.

## Diskografi (Som Conchita Wurst)

### Album
- 2015 – Conchita
- 2018 – From Vienna With Love
- 2019 – Truth Over Magnitude

### Singlar
- 2011 – "Unbreakable"
- 2012 – "That's What I Am"
- 2014 – "Rise Like A Phoenix"
- 2014 – "Heroes"
- 2015 – "You Are Unstoppable"
- 2015 – "Firestorm"/"Colours of Your Love"